# Toninho Negreiro
Toninho Negreiro (c. 1959 – São Paulo, 12 de janeiro de 2010) foi um compositor, arranjador, instrumentista e jornalista brasileiro. Entre vários trabalhos musicais, como jingles publicitários e trilhas de novelas, Toninho foi o autor do famoso tema de "Beto Carrero". Também era conhecido como o "Caçador de Aventuras" por realizar reportagens em regiões como o Pantanal, em Mato Grosso do Sul, sobre a fauna, flora e tribos indígenas locais.

## Morte
Toninho Negreiro estava com problemas respiratórios durante todo o ano de 2009. Foi internado em setembro com uma gripe normal, que virou uma pneumonia. Depois de um dia internado foi para a UTI, permaneceu em coma induzido e após 25 dias foi tirado da sedação, mas no dia seguinte ele teve uma parada cardíaca por 12 minutos e depois disso entrou em coma e ficou mais 70 dias na UTI e faleceu.
Ele apresentou seus trabalhos em programas importantes da televisão brasileira como Domingão do Faustão e Domingo Legal.